# アルナウト・デ・マローユ

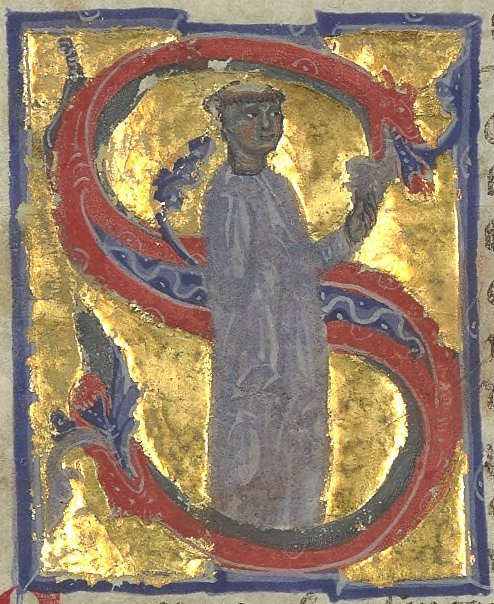
シャンソニエのイニシャル「S」の中に立つアルナウト・デ・マローユ。

アルナウト・デ・マローユ（仏: Arnaut de MarolhまたはArnaut de Mareuil）はプロヴァンスのトルバドゥール。1170年代から1200年ごろまで活躍した。「恋文」という恋愛詩の発案者といわれる。オック語による短詩も創り出した。同世代のアルナウト・ダニエルほど有名ではないが、優雅で簡潔な表現形式や繊細な情緒においてはダニエルを凌いでいる。
ペリゴール近郊のマルイユ＝シュル＝ベル出身。トゥールーズやベジエの宮廷に仕え、伯爵夫人アダラシアへの恋愛を神秘的な言葉で詠った。アダラシアの寵愛を得たために、アラゴン王アルフォンソ2世に敵視され、身の安全のために同地を去り、モンペリエ伯ギヨーム8世の保護を受けるが、その後もアダラシアへの求愛を続けていた。1199年にアダラシアが崩御するが、その頃にマローユによる挽歌が存在しないことから、すでにマローユは故人となっていたことが察せられる。